# Carl-von-Linné-Schule
Die Carl-von-Linné-Schule ist ein sonderpädagogisches Förderzentrum für Kinder und Jugendliche mit dem sonderpädagogischen Förderschwerpunkt „Körperliche und motorische Entwicklung“ im Berliner Ortsteil Lichtenberg. Sie ist eine gebundene Ganztagsschule und umfasst verschiedene Schulformen, die von Schülern aus ganz Berlin und auch Brandenburg besucht werden.

## Leitbild
Im Leitbild des Schulprogramms setzt sich die Carl-von-Linné-Schule selbst folgende Schwerpunkte:
- Prinzip der Ganzheitlichkeit
- Interdisziplinärer Ansatz
- Erziehung zur Selbstbestimmung
- Kompetenzförderung
- Förderung der Mobilität und Selbstständigkeit
- Innovation durch Fortbildung

## Besonderheiten
Als sonderpädagogisches Förderzentrum für Schüler mit Förderbedarf im Bereich der körperlichen und motorischen Entwicklung verfügt die Carl-von-Linné-Schule über einen medizinischen Bereich mit mehreren examinierten Kinderkrankenschwestern. Die leitende Ärztin des Lichtenberger Jugendgesundheitsdienstes bietet zudem Sprechstunden in der Schule an. Das medizinische Fachpersonal soll dazu beitragen, dass den Schülern trotz körperlicher Einschränkungen ein Schulbesuch ermöglicht wird, indem es während des Schulbesuchs Aufgaben im Rahmen der verordneten Behandlungspflege übernimmt. Wesentliches Anliegen ist zudem die Kinder und Jugendlichen zur den Fähigkeiten angemessenen Selbstständigkeit in den pflegerischen Tätigkeiten anzuleiten.
Die Schule verfügt außerdem über einen therapeutischen Bereich. Gemäß des interdisziplinären Ansatzes und im Sinne des rhythmisierten Ganztags sind die individuell notwendigen Therapien in den Schulalltag integriert. Die Physio- und Ergotherapeuten arbeiten im Auftrag des Gesundheitsamtes Berlin-Lichtenberg. Zusätzlich werden auch logopädische Therapien angeboten. Der Gebäudekomplex wurde speziell für Menschen mit körperlichen Einschränkungen unter Leitung von Wolf-Rüdiger Eisentraut geplant und bereits in Zeiten der DDR als sogenannte Körperbehindertenschule genutzt.

## Schulstufen
Die Carl-von-Linné-Schule umfasst Grundschulklassen für Schüler der Jahrgangsstufen 1–6 sowie die Klassen 7–10 in der Sekundarstufe I. Zusätzlich werden Klassen für Schüler mit dem Förderschwerpunkt Lernen angeboten und es gibt Klassen der Schülerfirma. Die Linné-Schule ist die landesweit einzige Sonderschule, deren Sekundarstufe im Sinne einer Gesamtschule organisiert ist, wodurch eine hohe Durchlässigkeit zwischen den Schulformen gewährleistet ist.
Für Schüler, die die Regelschulzeit abgeschlossen haben, gibt es nach Jahrgang 10 die Möglichkeit, einen IBA-Lehrgang (Integrierte Berufsausbildung) zu absolvieren. Durch Praktika und Praxisunterricht soll hier auf eine Berufsausbildung vorbereitet werden. Außerdem kann die Berufsbildungsreife (BBR) oder bei entsprechenden Voraussetzungen die erweiterte Berufsbildungsreife (eBBR) erworben werden.

## Projekte
- Nepalprojekt: Schüler der Linné-Schule stehen in einer Brieffreundschaft in regelmäßigem Austausch mit der Silsila English School in Nepal.[5]
- Kulturagenten: Seit 2016 finden gefördert durch das Kulturagentenprogramm diverse Projekte zur kulturellen Teilhabe zum Beispiel mit der Kunsthochschule Weißensee oder C/O Berlin statt.[6]
- TUSCH³: Theaterprojekt der Carl-von-Linné-Schule mit dem Johann-Gottfried-Herder-Gymnasium und dem Theater Ramba-Zamba im Rahmen von TUSCH.[7]

## Preise und Auszeichnungen

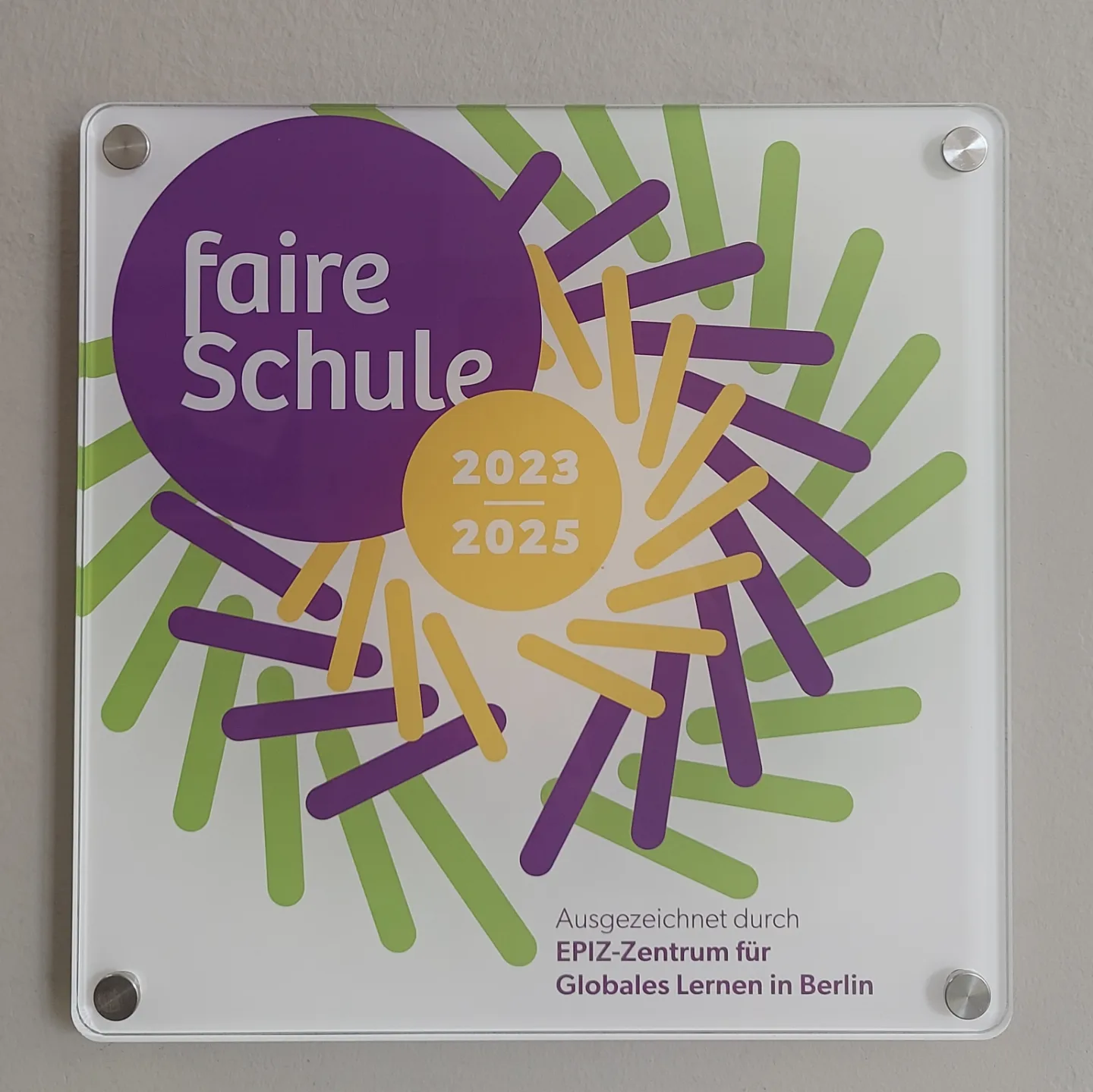
Auszeichnung der Fairen Schule

- Auszeichnung der Fairen Schule2007: Preisträger des Deutschen Schulpreises[8][9]
- seit 2013: Auszeichnung als Faire Schule durch das EPIZ Berlin (ausgezeichnet 2013, 2015, 2017, 2019 und 2023)[10]